# 云南脚骨脆
云南脚骨脆（学名：Casearia yunnanensis）为大风子科脚骨脆属下的一个种。其种加词 yunnanensis 意为“云南的”。